# Indische Badmintonmeisterschaft 2012/13
Die Indische Badmintonmeisterschaft der Saison 2012/2013 fand vom 26. September bis zum 3. Oktober 2012 in Srinagar statt. Es war die 77. Austragung der nationalen Titelkämpfe im Badminton in Indien.

## Medaillengewinner
| Disziplin    | Gold                        | Silber                          | Bronze                            |
| ------------ | --------------------------- | ------------------------------- | --------------------------------- |
| Herreneinzel | Kashyap Parupalli           | Ajay Jayaram                    | K. Nandagopal                     |
| Herreneinzel | Kashyap Parupalli           | Ajay Jayaram                    | Srikanth Kidambi                  |
| Dameneinzel  | Sayali Gokhale              | P. V. Sindhu                    | Arundhati Pantawane               |
| Dameneinzel  | Sayali Gokhale              | P. V. Sindhu                    | Tanvi Lad                         |
| Herrendoppel | Manu Attri B. Sumeeth Reddy | Akshay Dewalkar Pranav Chopra   | Alwin Francis Valiyaveetil Diju   |
| Herrendoppel | Manu Attri B. Sumeeth Reddy | Akshay Dewalkar Pranav Chopra   | Guru Prasad D. Manuel Vineeth     |
| Damendoppel  | Aparna Balan Siki Reddy     | Varsha Belawadi G. M. Nischitha | Pradnya Gadre Maneesha Kukkapalli |
| Damendoppel  | Aparna Balan Siki Reddy     | Varsha Belawadi G. M. Nischitha | Sanyogita Ghorpade Saili Rane     |
| Mixed        | Arun Vishnu Aparna Balan    | Tarun Kona Ashwini Ponnappa     | Pranav Chopra Maneesha Kukkapalli |
| Mixed        | Arun Vishnu Aparna Balan    | Tarun Kona Ashwini Ponnappa     | Manu Attri Prajakta Sawant        |